# Мицусэ, Рю
Рю Мицусэ (яп. 光瀬龍, 18 марта 1928 — 7 июля 1999) — японский писатель-фантаст и автор манга-книг. Автор более 20 книг, среди которых наиболее известным является роман «Десять миллиардов дней, сто миллиардов ночей» (Хайекуоку но Хиру то Сэнёку но Ёру, или 百億の昼と千億の夜 (1967)).

## Биография
Рю Мицусэ родился в Минами-Сэнё, в районе Кита-Тосима, префектуры Токио в 1928 г. Его имя при рождении было Тиба Kimio (千葉喜美雄). После бракосочетания он принял фамилию жены, взял имя Iizuka KIMIO (飯塚喜美雄).